# Доња Пресјеница (Трново, Источно Сарајево)
Доња Пресјеница је насељено мјесто у општини Трново, Република Српска, БиХ. Према попису становништва из 1991. у насељу је живјело 40 становника.

## Становништво
Према попису становништва из 1991. године, мјесто је имало 141 становника.
| Националност       | 1991.       |
| Муслимани          | 81 (57,45%) |
| Срби               | 43 (30,50%) |
| остали и непознато | 10 (7,09%)  |
| Југословени        | 7 (4,96%)   |
| Укупно             | 141         |